# Дэвис, Лорен
Лорен Дэвис (англ. Lauren Davis; род. 3 октября 1993, Гейтс-Милс, США) — американская теннисистка; победительница двух турниров WTA в одиночном разряде. В юниорах: победительница одиночного турнира Orange Bowl-2010; бывшая третья ракетка мира в юниорском рейтинге.

## Общая информация
Лорен — одна из двух детей Билла и Трейси Дэвисов. У уроженки штата Огайо есть старший брат Билл. Родители американки работают в медицине: её отец — кардиолог, а мать — медсестра.
Дэвис в теннисе с 9 лет. Любимое покрытие — хард, лучший удар — бэкхенд.

## Спортивная карьера

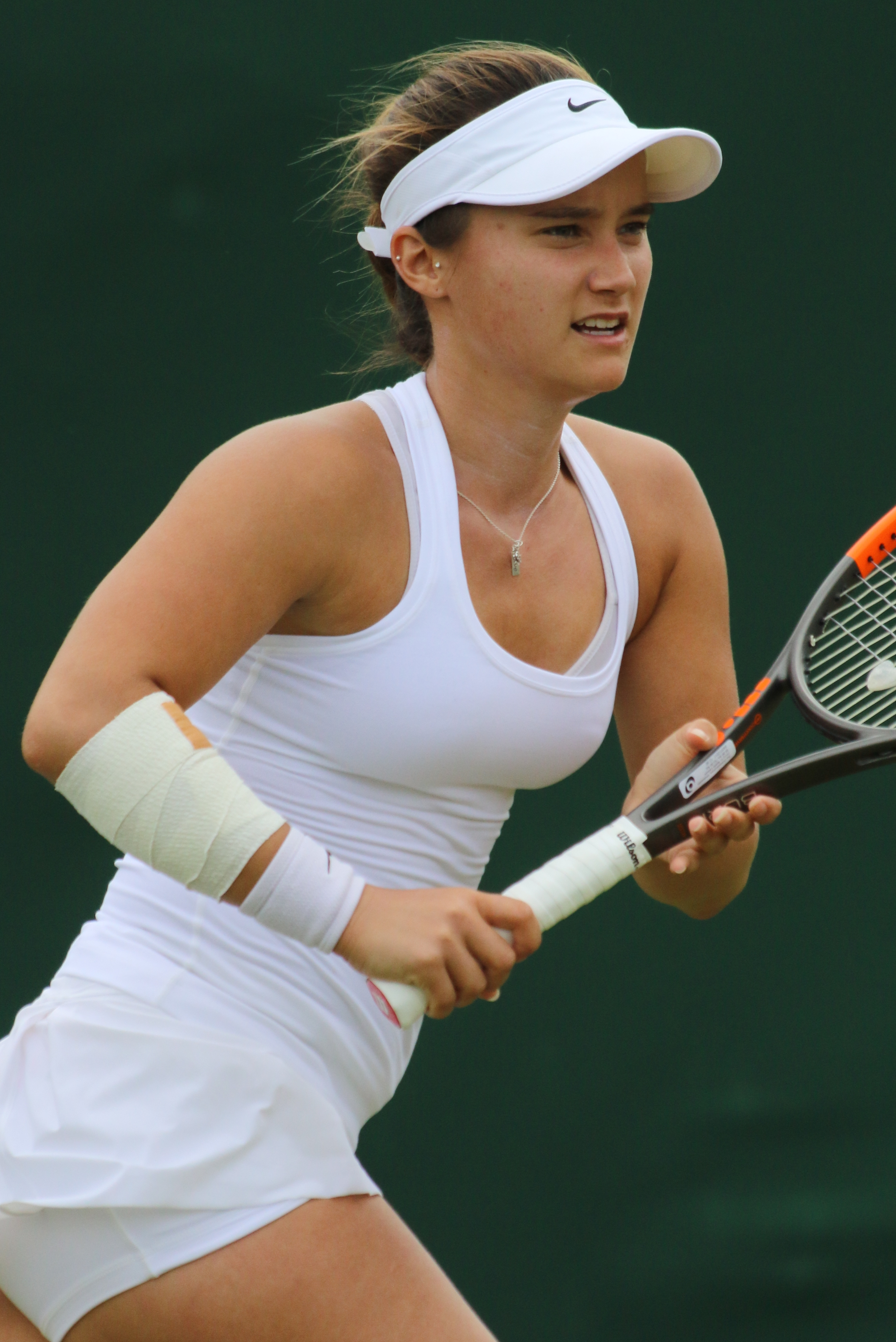
Дэвис на Уимблдонском турнире 2017 года

На юниорском этапе карьеры Дэвис смогла в 2010 году выиграть престижный юниорский турнир Orange Bowl. Максимально она достигала 3-й позиции в рейтинге юниоров.
Первые титулы на турнирах из цикла ITF она одержала в октябре 2010 года. В январе 2011 года Лорен дебютировала в основных соревнованиях WTA-тура и в серии Большого шлема, сыграв на Открытом чемпионате Австралии, благодаря получению уайлд-кард.
В 2012 году Дэвис впервые вышла в четвертьфинал турнира WTA — в Квебеке, а также смогла подняться в топ-100 мирового рейтинга. В феврале 2013 года американская теннисистка смогла выиграть 100-тысячник из цикла ITF в Мидленде.
На Открытом чемпионате Австралии 2014 года Дэвис впервые выиграла два матча подряд на Большом шлеме и вышла в третий раунд. В феврале состоялся её дебют за сборную США в розыгрыше Кубка Федерации. В марте того же года на турнире серии Премьер в Индиан-Уэлсе Лорен во втором раунде впервые обыграла теннисистку из топ-10, справившись с № 4 в мире на тот момент Викторией Азаренко — 6-0, 7-6(2). Но в четвёртом раунде турнира она была вынуждена сняться с соревнований. В июле Дэвис смогла доиграть до третьего раунда Уимблдонского турнира.
В январе 2015 года на турнире в Окленде Дэвис впервые вышла в полуфинал в рамках основных соревнований WTA-тура. В апреле она неплохо сыграла на грунтовом Премьер-турнире в Чарлстоне, дойдя до 1/4 финала.
На Австралийском чемпионате 2016 года Дэвис повторила своё лучшее достижение на этом турнире, выйдя в третий раунд. В июле на турнире в Вашингтоне 22-летняя теннисистка сыграла в своём дебютном финале WTA-тура. В решающем матче Дэвис проиграла бельгийке Янине Викмайер со счётом 4-6, 2-6. Следующий раз в финале она сыграла в сентябре в Квебеке и в борьбе за титул вновь проиграла — на этот раз француженке Осеан Додан — 4-6, 3-6. В октябре Лорен смогла выйти в полуфинал зального турнира в Люксембурге.
В январе 2017 года Дэвис смогла взять свой первый титул WTA. Она выиграла турнир в Окленде, переиграв в финале Ану Конюх со счетом 6-3, 6-1. Это результат позволил американке подняться в топ-50 рейтинга. К маю она уже занимала самую высокую для себя — 26-ю строчку одиночного рейтинга.
На Открытом чемпионате Австралии 2018 года Лорен Дэвис вновь повторила свой лучший результат на кортах Мельбурна, дойдя до 3-го раунда. Затем до октября началась черная полоса и она проиграла почти все свои матчи. В ноябре ей удалось выйти в финал младшей серии WTA 125K в Хьюстоне.
В апреле 2019 года Дэвис выиграла 100-тысячник ITF в США. К июню смогла вернуться в топ-100, а в июле в качестве лаки-лузера она попала на Уимблдонский турнир, где прошла в третий раунд, обыграв во втором действующую чемпионку турнира Анжелику Кербер (2-6, 6-2, 6-1). В августе Дэвис вышла в четвертьфинал в Вашингтоне. На Открытом чемпионате США 2019 года проиграла во втором раунде австралийке Эшли Барти в двух сетах.
В начале 2020 года лучшим результатом стал выход в 1/4 финала в Хобарте, а на Открытом чемпионате Австралии она завершила свой путь во втором раунде. В марте 2021 года, начав с квалификации, Дэвис вышла в четвертьфинал турнира в Гвадалахаре. В июне ей удалось выйти в полуфинал на траве в Ноттингеме. Уимблдон и Открытый чемпионат США закончились на стадии второго раунда.
В начале 2022 года удалось отобраться через квалификацию на турнир в Аделаиде и пройти там в четвертьфинал. В марте она также смогла, пройдя квалификационный отбор, попасть на крупный турнир в Майами и доиграла на нём до третьего раунда. На Открытом чемпионате США в том сезоне Дэвис впервые прошла в третий раунд. Осенью лучшим результатом в основном туре стал проход в четвертьфинал турнира в Парме. В январе 2023 года Дэвис смогла выиграть свой второй титул в Туре. На турнире в Хобарте с учётом квалификации она выиграла семь матчей подряд, а в финале смогла обыграть итальянку Элизабетту Коччаретто. Следующий раз до поздних стадий турниров основного тура она дошла в мае на грунте в Страсбурге. В сезоне 2023 года она три раза выходила во второй раунд на Больших шлемах.
С сентября 2023 года по апрель 2024 года Дэвис не выступала. После возвращение на корт проигрывала на ранних стадиях и в сентября покинула пределы топ-500 женского рейтинга.

## Итоговое место в рейтинге WTA по годам
| Год  | Одиночный рейтинг | Парный рейтинг |
| 2023 | 70                | 482            |
| 2022 | 86                | 630            |
| 2021 | 88                | 400            |
| 2020 | 74                | 221            |
| 2019 | 62                | 370            |
| 2018 | 252               | 196            |
| 2017 | 50                | 211            |
| 2016 | 62                | 476            |
| 2015 | 87                | 204            |
| 2014 | 57                | 311            |
| 2013 | 72                | 311            |
| 2012 | 94                |                |
| 2011 | 319               | 689            |
| 2010 | 437               |                |

## Выступления на турнирах

### Финалы турнировWTAв одиночном разряде (4)

#### Победы (2)
| Легенда:                    |
| --------------------------- |
| Турниры Большого шлема (0)* |
| Олимпиада (0)               |
| Итоговый турнир WTA (0)     |
| Premier 5 / WTA 1000 (0)    |
| Premier / WTA 500 (0)       |
| International / WTA 250 (2) |

| Титулы по покрытиям | Титулы по месту проведения матчей турнира |
| ------------------- | ----------------------------------------- |
| Хард (2)*           | Зал (0)                                   |
| Грунт (0)           | Зал (0)                                   |
| Трава (0)           | Открытый воздух (2)                       |
| Ковёр (0)           | Открытый воздух (2)                       |

* количество побед в одиночном разряде.
| №  | Дата           | Турнир                 | Покрытие | Соперница в финале   | Счёт       |
| 1. | 7 января 2017  | Окленд, Новая Зеландия | Хард     | Ана Конюх            | 6-3 6-1    |
| 2. | 14 января 2023 | Хобарт, Австралия      | Хард     | Элизабетта Кочаретто | 7-6(0) 6-2 |

#### Поражения (2)
| №  | Дата             | Турнир         | Покрытие    | Соперница в финале | Счёт    |
| 1. | 24 июля 2016     | Вашингтон, США | Хард        | Янина Викмайер     | 4-6 2-6 |
| 2. | 18 сентября 2016 | Квебек, Канада | Ковёр (зал) | Осеан Додан        | 4-6 3-6 |

### Финалы турнировWTA 125иITFв одиночном разряде (14)

#### Победы (8)
| Легенда:                  |
| ------------------------- |
| WTA 125 (0)*              |
| 100.000 USD (2)           |
| 80.000 (75.000)** USD (0) |
| 60.000 (50.000)** USD (1) |
| 25.000 USD (2)            |
| 15.000 (10.000)** USD (3) |

** призовой фонд до 2017 года
| Титулы по покрытиям | Титулы по месту проведения матчей турнира |
| ------------------- | ----------------------------------------- |
| Хард (4)*           | Зал (0)                                   |
| Грунт (4)           | Зал (0)                                   |
| Трава (0)           | Открытый воздух (8)                       |
| Ковёр (0)           | Открытый воздух (8)                       |

* количество побед в одиночном разряде.
| №  | Дата             | Турнир              | Покрытие   | Соперница в финале | Счёт           |
| 1. | 10 октября 2010  | Уильямсбург, США    | Грунт      | Лига Декмейере     | 6-0 6-0        |
| 2. | 31 октября 2010  | Баямон, Пуэрто-Рико | Хард       | Мэдисон Киз        | 7-6(5) 6-4     |
| 3. | 3 июля 2011      | Буффало, США        | Грунт      | Николь Гиббс       | 5-7 6-2 6-4    |
| 4. | 17 июля 2011     | Атланта, США        | Хард       | Алексис Кинг       | 1-6 6-2 6-2    |
| 5. | 22 января 2012   | Плантейшн, США      | Грунт      | Гейл Бродски       | 6-4 6-1        |
| 6. | 30 сентября 2012 | Лас-Вегас, США      | Хард       | Шелби Роджерс      | 6-7(5) 6-2 6-2 |
| 7. | 10 февраля 2013  | Мидленд, США        | Хард (зал) | Айла Томлянович    | 6-3 2-6 7-6(2) |
| 8. | 12 мая 2019      | Бонита-Спрингс, США | Грунт      | Энн Ли             | 7-5 7-5        |

#### Поражения (6)
| №  | Дата             | Турнир              | Покрытие   | Соперница в финале | Счёт           |
| 1. | 20 июня 2010     | Маунт-Плезант, США  | Хард       | Петра Рампре       | 3-6 2-6        |
| 2. | 5 февраля 2012   | Ранчо-Санта-Фе, США | Грунт      | Джулия Босеруп     | 0-6 3-6        |
| 3. | 23 сентября 2012 | Альбукерке, США     | Хард       | Мария Санчес       | 1-6 1-6        |
| 4. | 30 октября 2016  | Пуатье, Франция     | Хард (зал) | Осеан Додан        | 4-6 2-6        |
| 5. | 18 ноября 2018   | Хьюстон, США        | Хард       | Пэн Шуай           | 6-1 5-7 4-6    |
| 6. | 21 апреля 2019   | Дотан, США          | Грунт      | Кристина Кучова    | 6-3 6-7(9) 2-6 |

### Финалы турнировWTA 125иITFв парном разряде (1)

#### Поражение (1)
| №  | Дата       | Турнир        | Покрытие | Партнёрша      | Соперницы в финале            | Счёт    |
| 1. | 4 мая 2019 | Чарлстон, США | Грунт    | Мэдисон Бренгл | Эйжа Мухаммад Тейлор Таунсенд | 2-6 2-6 |